# Hoffmannella makarensis
Hoffmannella makarensis es un coleóptero. Es la única especie del género Hoffmannella, en la familia Leiodidae. Fue descrita por Müller, J. en 1912.

## Distribución
Se encuentra en Croacia.